# 武漳
武漳（881年—944年），五代时候太原府文水人。
唐庄宗时为太原衙前兵马使，随魏王李继岌入蜀，留在成都，因功官至绵州刺史。孟知祥建立后蜀，命他为山南节度使，加同平章事。他在褒中开凿大沟引导泉源，灌溉田地数千顷。